# Vörs
Vörs es un pueblo ubicado en el distrito de Marcali, en el condado de Somogy, Hungría.

## Superficie
Posee una superficie de 22,65 kilómetros cuadrados.

## Demografía
Hasta 2019 la población era de 434 habitantes, con una densidad de población de 19,16 habitantes por kilómetro cuadrado.